# Frontera entre Romania i Bulgària
La frontera entre Romania i Bulgària es la frontera internacional entre Romania i Bulgària, ambdós estats membres de la Unió Europea i integrats en l'espai Schengen. Té una longitud total de 631,3 kilòmetres, dels quals 470 kilòmetres corresponen al tàlveg del Danubi, 139,1 kilòmetres formen una frontera terrestre entre el Danubi (sortida a l'est de la vila de Silistra) i el mar Negre (entre la vila búlgara de Durankulak i la vila romanesa de Vama Veche) i 22,2 kilòmetres de frontera marítima (aigües territorials).

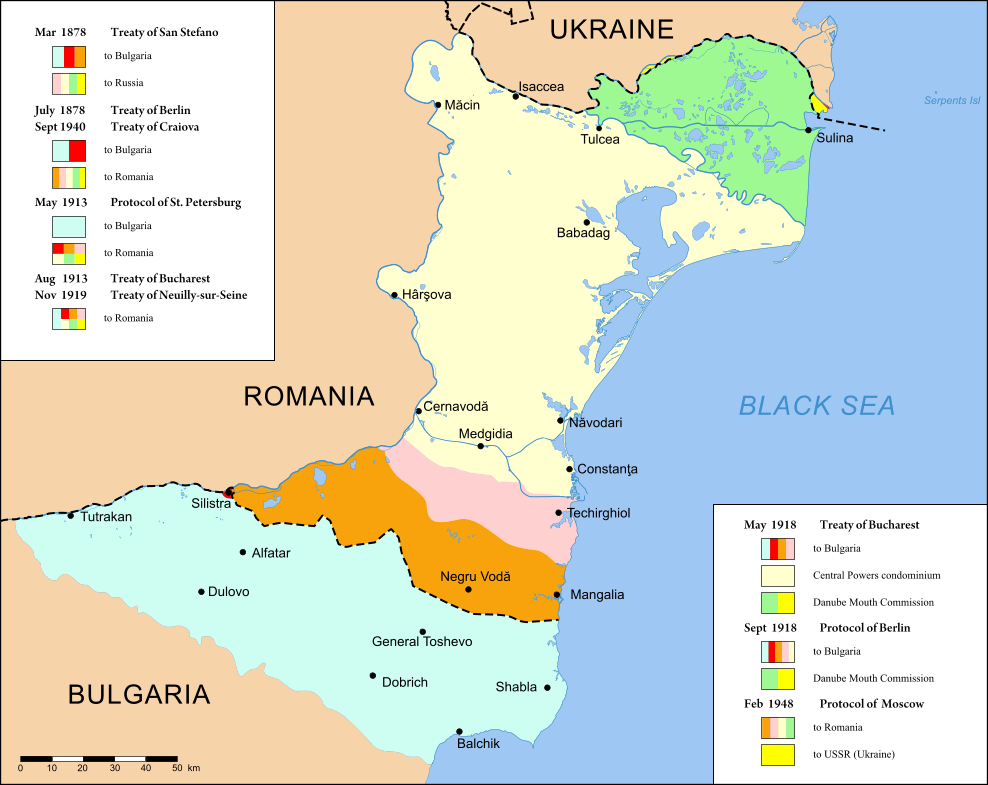
Canvis fronterers a la Dobrudja, s.XIX-s.XX

## Traçat
Comença al trifini entre Romania, Bulgària i Sèrbia. Durant la major part de la seva longitud, la frontera segueix el curs del riu Danubi inferior fins a la ciutat de Silistra, on el riu continua cap al nord cap al territori romanès. A l'est d'aquest punt, la frontera terrestre passa per la regió històrica de Dobruja, dividint-la en Dobrudja Septentrional a Romania i la Dobrudja Meridional a Bulgària. Acaba al trifini entre Bulgària, Romania i Ucraïna. El traçat oriental final de la frontera, un 25% del total, acaba al litoral del mar Negre gairebé a l'altura del paral·lel 45° nord.

## Història
El traçat actual fou establert per una comissió internacional el 1878 arran de la independència del Regne de Bulgària i del Regne de Romania. La part terrestre travessa una zona que aleshores encara era poblada majoritàriament per turcs i tàtars musulmans, i va formant vores en funció de les bosses lingüístiques de les minories cristianes búlgara al sud i romanesa al nord.

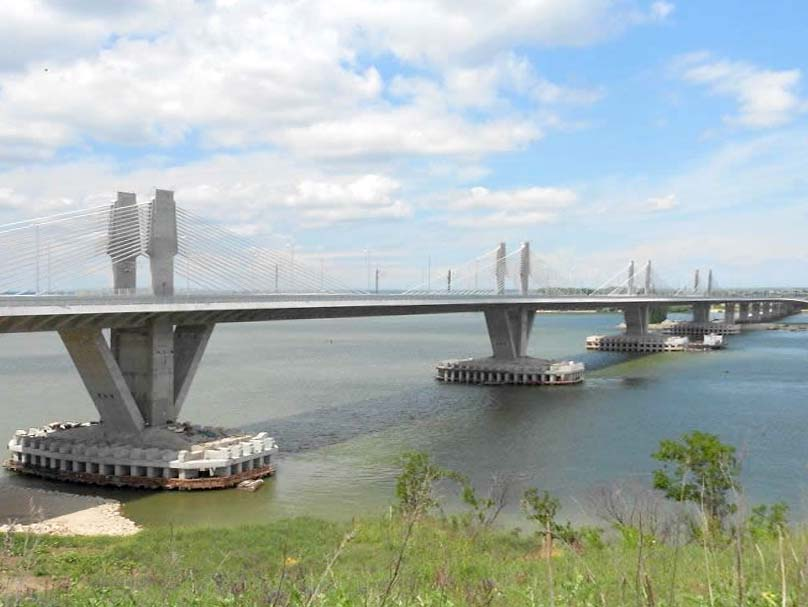
Pont Nova Europa entre Vidin i Calafat

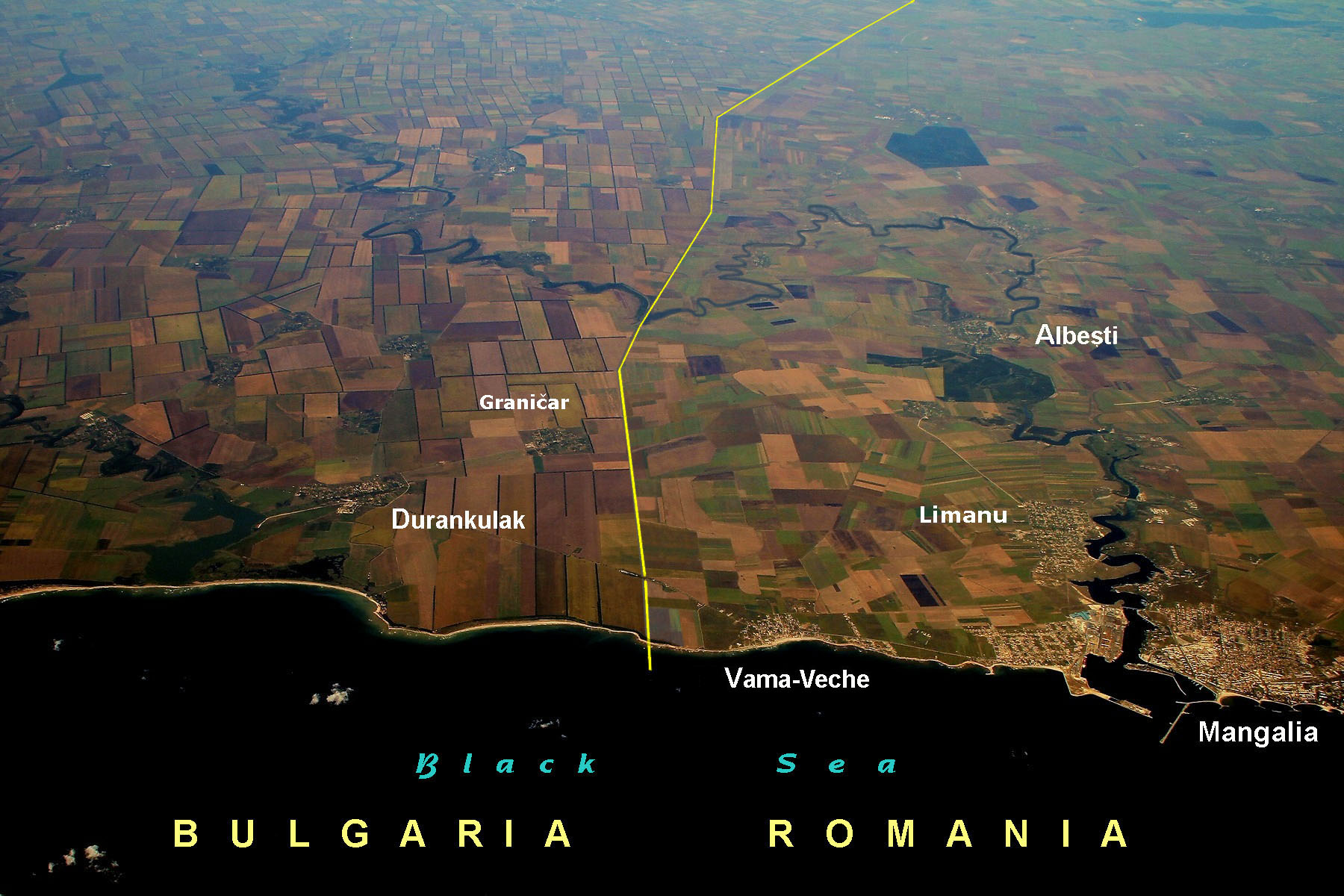
La frontera búlgaro-romanesa vista de l'aire

El traçat terrestre fou modificat quatre cops, el 1913 (annexió per Romania de la Dobrudja Meridional), en 1918 (primera restitució, i annexió búlgara d'una part de la Dobrudja romanesa), en 1919 (retorn al traçat de 1913) i el 1940 (segona restitució definitiva de la Dobrudja Meridional a Bulgària).

## Passos fronterers
- Vidin-Calafat (Pont Nova Europa): carretera, ferrocarril
- Oriàhovo-Bechet: ferri
- Nikòpol-Turnu Măgurele: ferri
- Svixtov-Zimnicea: ferri
- Russe-Giurgiu (Pont del Danubi): carretera, ferrocarril
- Silistra-Ostrov: carretera
- Kainardja-Lipnița: carretera[5]
- Kardam-Negru Vodă: carretera, ferrocarril
- Durankulak-Vama Veche: carretera